# Брюн, Евгений Алексеевич
Евгений Алексеевич Брюн (род. 5 октября 1950 года, Ленинград) — российский врач-нарколог, главный внештатный психиатр-нарколог Минздрава России (2009—2022), президент Московского научно-практического центра наркологии. Доктор медицинских наук (с 2007 года), профессор (с 2010 года), Заслуженный врач РФ (2013). Заведует кафедрой наркологии РМАПО Минздравсоцразвития России, член Общественной Палаты Российской Федерации с 2011 года (комиссия по здоровью нации, развитию спорта и туризма).

## Биография
Закончил Хабаровский государственный медицинский институт в 1973 году, с 1973—1974 врач-интерн Психоневрологической больницы города Магадана, с 1974 по 1975 год — врач-ординатор Магаданской областной психоневрологической больницы. С 1975 по 1977 — клиническая ординатура по психиатрии в Московском НИИ психиатрии МЗ РСФСР.
С 1977—1981 годы врач-инспектор, зам. начальника отдела в Управлении социального обеспечения Мосгорисполкома.
С 1981 по 1991 года — мл. научный сотрудник, ст. научный сотрудник, с 1987 года — руководитель отделения по организации помощи больным наркоманиями и токсикоманиями Московского НИИ психиатрии Минздрава РСФСР.
Кандидат наук с 1984 года.
В 1988—1989 годах организовал первые в стране службы для анонимного лечения наркоманов и телефон доверия.
С 1991 по 1992 год — заместитель директора Института медико-социальных проблем наркологии Всесоюзного научного центра наркологии Минздрава СССР.
В 1992—1995 годах — заместитель директора Института клинической наркологии Государственного научного центра наркологии Министерства здравоохранения РФ.
С 1998 по 2017 год директор, с 2017 года президент Московского НПЦ профилактики наркомании (департамент здравоохранения г. Москвы; в 2005 году организация была реорганизована в Московский научно-практический центр наркологии).
В 2007 году защитил докторскую диссертацию.
Главный внештатный специалист (психиатр-нарколог) Минздрава РФ с 2009 года. Главный внештатный специалист психиатр-нарколог Департамента здравоохранения города Москвы.
Президент общественной организации «Российская наркологическая лига» с 2010 года.
19 августа 2022 года задержан по подозрению в мошенничестве. В Минздраве в этот день заявили, что должность главного внештатного психиатра-нарколога была исключена из номенклатуры главных внештатных специалистов Минздрава и на момент задержания Е. Брюн не является главным внештатным специалистом Минздрава.
17 октября 2024 года приговорен к семи годам колонии общего режима и штрафу в размере 850 тысяч рублей с запретом на два с половиной года занимать руководящие должности. До вступления приговора в законную силу взят под стражу в зале суда. Приговор вынес Кузьминский районный суд Москвы.

## Деятельность
Выступал за введение массового тестирования на наркотики, как для учащихся, так и для взрослых. По его данным, тестировать требуется около четверти всех школьников, при этом тесты на одного учащегося обойдутся в сумму от 400 до 1200 рублей.